# 连枝灯

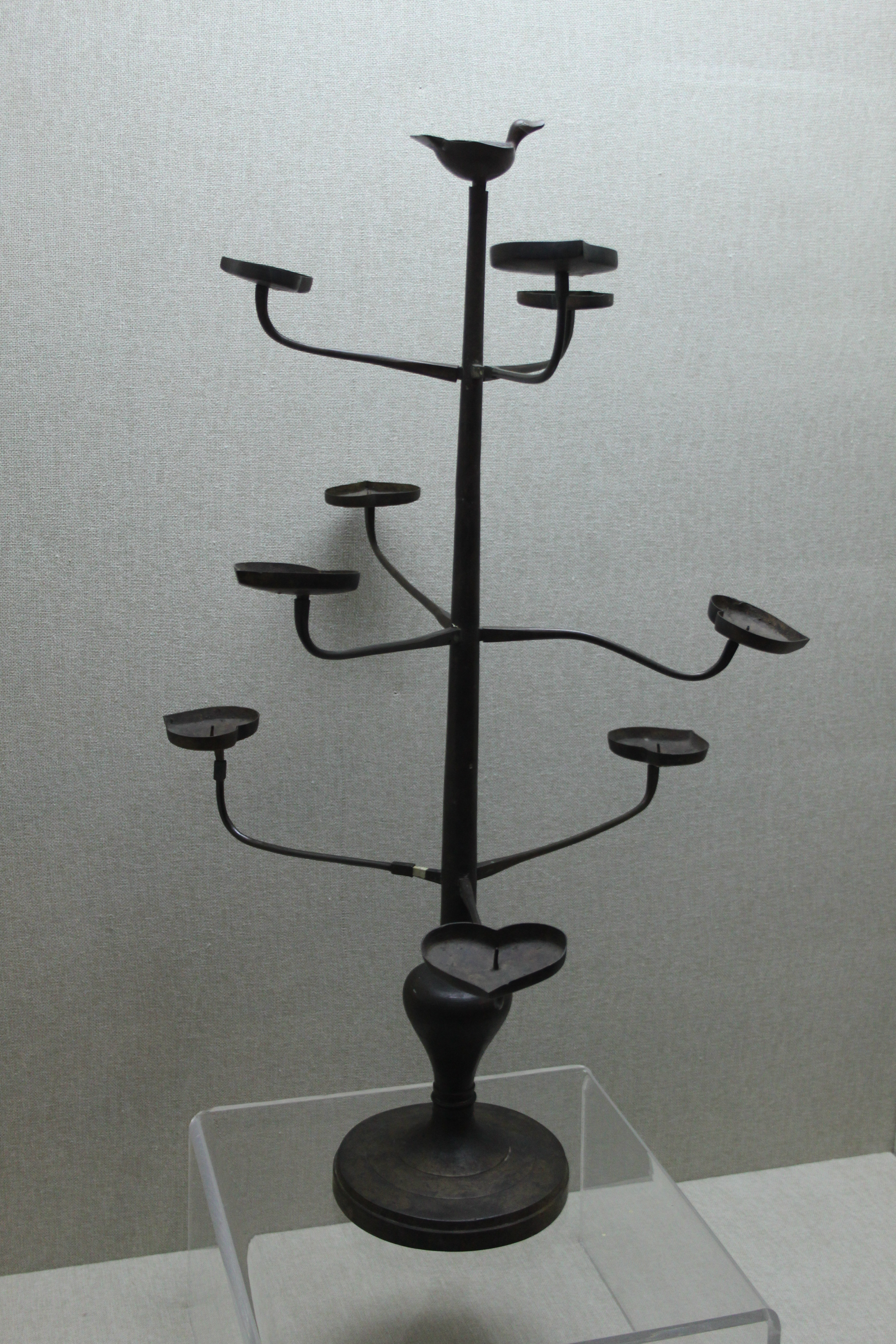
广西壮族自治区博物馆馆藏罗泊湾一号墓出土的九枝灯

连枝灯，又称为树形灯、多枝灯，是中国傳統的一种立式灯具，其造型是在灯柱上分层伸出多个灯盏，灯盏数量从三个到二十九个都有。连枝灯在战国开始出现，盛行于汉朝。西汉的连枝灯多为铜制，到了东汉，数量增多，但多数为陶制的明器。连枝灯广泛的分布于山东、河南、河北、山西、甘肃、贵州、广西等地。